# Антверпен – Гел (пропіленопровід)
Антверпен – Гел (пропіленопровід) – продуктопровід у Бельгії, призначений для транспортування пропілену.
З 1994 року в Антверпені продукує олефіни установка парового крекінгу компанії BASF, майданчик якої наразі не має власних потужностей для використання пропілену. Крім того, в місцевом порту працює газовий термінал, здатний приймати надвеликі газові танкери (VLGC, судна вантажоємністю 80 тис м3), на якому під зберігання придатного для полімеризації пропілену виділено один з двох резервуарів об’ємом 50 тис м3. Це дозволяє подавати пропілен на схід до міста Гел, куди прокладено пропіленопровід довжиною 80 км. Він має діаметр 168 мм та використовує робочий тиск у 10 МПа.
В Гелі працює виробництво поліпропілену компанії INEOS (раніше належало BP, а до того Amoco) річною потужністю 300 тисяч тонн.
Пропіленопровід належить Nationale Maatschappij der Pijpleidingen NV (спеціалізується на трубопровідному транспортуванні різноманітних продуктів -  олефінів, водню, кисню, азоту, нафтопродуктів – з порту Антверпену) та INEOS.